# Иштратсайм
Иштратсайм (фр. Ichtratzheim) — коммуна на северо-востоке Франции в регионе Гранд-Эст (бывший Эльзас — Шампань — Арденны — Лотарингия), департамент Нижний Рейн, округ Селеста-Эрстен, кантон Эрстен.
Площадь коммуны — 3,09 км², население — 292 человека (2006) с тенденцией к стабилизации: 273 человека (2013), плотность населения — 88,4 чел/км².

## Население
Население коммуны в 2011 году составляло 282 человека, в 2012 году — 270 человек, а в 2013-м — 273 человека.
| 1962 | 1968 | 1975 | 1982 | 1990 | 1999 | 2006 | 2008 | 2011 | 2012 | 2013 |
| ---- | ---- | ---- | ---- | ---- | ---- | ---- | ---- | ---- | ---- | ---- |
| 221  | 206  | 286  | 295  | 280  | 282  | 292  | 307  | 282  | 270  | 273  |

Динамика населения:

## Экономика
В 2010 году из 174 человек трудоспособного возраста (от 15 до 64 лет) 130 были экономически активными, 44 — неактивными (показатель активности 74,7 %, в 1999 году — 70,4 %). Из 130 активных трудоспособных жителей работали 126 человек (64 мужчины и 62 женщины), 4 числились безработными (двое мужчин и две женщины). Среди 44 трудоспособных неактивных граждан 8 были учениками либо студентами, 27 — пенсионерами, а ещё 9 — были неактивны в силу других причин.